# Роміна Опранді
Роміна Опранді (італ. Romina Sarina Oprandi, нар. 29 березня 1986) — колишня професійна тенісистка. Має подвійне громадянство Швейцарії та Італії, яку представляла з 2005 до січня 2012 року, коли перейшла до Швейцарської федерації тенісу.
Здобула двадцять шість одиночних та одинадцять парних титулів туру ITF, один парний титул туру WTA.
Найвищу одиночну позицію світового рейтингу — 32 місце досягла 10 червня 2013, парну — 112 місце — 28 травня 2007 року.
В Кубку Федерації рахунок перемог-поразок становить 3–1.
Завершила кар'єру 2020 року.

## Фінали турнірів WTA
| Легенда                 |
| ----------------------- |
| Турніри Великого шолома |
| Premier M & Premier 5   |
| Premier                 |
| International           |

### Одиночний розряд: 1 (1 поразка)
| Результат | W–L | Дата | Турнір                         | Рівень        | Покриття | Опонент                 | Рахунок       |
| --------- | --- | ---- | ------------------------------ | ------------- | -------- | ----------------------- | ------------- |
| Поразка   | 0–1 | 2014 | Гран-прі принцеси Лалли Мер'єм | International | Ґрунт    | Марія Тереса Торро Флор | 3–6, 6–3, 3–6 |

### Парний розряд: 1 (1 титул)
| Результат | W–L | Дата | Турнір                         | Рівень        | Покриття | Партнер          | Опоненти                        | Рахунок          |
| --------- | --- | ---- | ------------------------------ | ------------- | -------- | ---------------- | ------------------------------- | ---------------- |
| Перемога  | 1–0 | 2014 | Гран-прі принцеси Лалли Мер'єм | International | Ґрунт    | Гарбінє Мугуруса | Катажина Пітер Марина Заневська | 4–6, 6–2, [11–9] |

## Фінали ITF
| Турніри $100,000 |
| Турніри $75,000  |
| Турніри $50,000  |
| Турніри $25,000  |
| Турніри $10,000  |

### Одиночний розряд: 41 (26–15)
| Результат | Ранг | Дата              | Турнір                           | Покриття   | Опонент                | Рахунок             |
| --------- | ---- | ----------------- | -------------------------------- | ---------- | ---------------------- | ------------------- |
| Поразка   | 1.   | 14 квітня 2004    | ITF Bol, Хорватія                | Ґрунт      | Луціє Градецька        | 4–6, 3–6            |
| Поразка   | 2.   | 16 травня 2004    | ITF Casale Monferrato, Італія    | Ґрунт      | Матеа Мезак            | 0–2 ret.            |
| Перемога  | 3.   | 21 травня 2004    | ITF Elda, Іспанія                | Ґрунт      | Nuria Roig             | 6–2, 6–3            |
| Перемога  | 4.   | 20 лютого 2005    | ITF Майорка, Іспанія             | Ґрунт      | Анна Флоріс            | 6–3, 6–0            |
| Перемога  | 5.   | 7 березня 2005    | ITF Las Palmas, Іспанія          | Ґрунт      | Тіна Шієхтль           | 6–3, 6–2            |
| Перемога  | 6.   | 27 березня 2005   | ITF Рим, Італія                  | Ґрунт      | Ана Йованович          | 6–4, 7–6(4)         |
| Перемога  | 7.   | 3 квітня 2005     | ITF Рим, Італія                  | Ґрунт      | Магда Міхалаке         | 6–4, 6–4            |
| Перемога  | 8.   | 15 травня 2005    | ITF Casale Monferrato, Італія    | Ґрунт      | Сандра Заглавова       | 6–2, 6–0            |
| Перемога  | 9.   | 8 листопада 2005  | ITF Мексика City                 | Ґрунт      | Кіра Надь              | 6–3, 6–0            |
| Перемога  | 10.  | 15 листопада 2005 | ITF Пуебла, Мексика              | Ґрунт      | Женіфер Віджажа        | 6–1, 6–1            |
| Перемога  | 11.  | 9 квітня 2006     | ITF Путіньяно, Італія            | Тверде     | Альберта Бріанті       | 6–1, 1–6, 6–4       |
| Перемога  | 12.  | 1 травня 2006     | ITF Torrent, Іспанія             | Ґрунт      | Катерина Макарова      | 6–1, 6–3            |
| Перемога  | 13.  | 1 травня 2006     | ITF Antalya, Туреччина           | Ґрунт      | Петра Цетковська       | 6–3, 7–5            |
| Поразка   | 14.  | 11 червня 2006    | ITF Prostějov, Чехія             | Ґрунт      | Анна Смашнова          | w/o                 |
| Перемога  | 15.  | 4 вересня 2006    | ITF Denain, Франція              | Ґрунт      | Стефані Форец          | 6–3, 4–6, 6–3       |
| Перемога  | 16.  | 18 серпня 2008    | ITF Wahlstedt, Німеччина         | Ґрунт      | Джулія Гатто-Монтіконе | 6–3, 6–0            |
| Поразка   | 17.  | 21 вересня 2008   | ITF Местре, Італія               | Ґрунт      | Катерина Лопес         | 3–6, 0–3 ret.       |
| Поразка   | 18.  | 2 березня 2009    | ITF Buchen, Німеччина            | Килим (i)  | Коріна Перковіч        | 3–6, 6–7(0)         |
| Поразка   | 19.  | 2 листопада 2009  | ITF Майорка, Іспанія             | Ґрунт      | Sandra Soler-Sola      | 6–3, 4–6, 2–6       |
| Поразка   | 20.  | 7 лютого 2010     | ITF Бельфор, Франція             | Килим (i)  | Олена Бовіна           | 6–7(3), 7–5, 4–6    |
| Поразка   | 21.  | 22 лютого 2010    | ITF Biberach, Німеччина          | Тверде (i) | Юганна Ларссон         | 6–4, 2–6, 2–6       |
| Перемога  | 22.  | 14 березня 2010   | ITF Buchen, Німеччина            | Килим (i)  | Ірина Бурячок          | 6–1, 6–3            |
| Поразка   | 23.  | 12 квітня 2010    | ITF Тессендерло, Бельгія         | Ґрунт (i)  | Нікола Гоєр            | 6–4, 2–6, 3–6       |
| Перемога  | 24.  | 10 травня 2010    | ITF Caserta, Італія              | Ґрунт      | Слоун Стівенс          | 6–3, 6–3            |
| Поразка   | 25.  | 31 травня 2010    | ITF Рим, Італія                  | Ґрунт      | Лурдес Домінгес Ліно   | 7–5, 3–6, 3–6       |
| Перемога  | 26.  | 3 липня 2010      | ITF Кунео, Італія                | Ґрунт      | Полін Пармантьє        | 6–0, 6–2            |
| Перемога  | 27.  | 20 вересня 2010   | Open de Saint-Malo, Франція      | Ґрунт      | Алізе Корне            | 6–2, 2–6, 6–2       |
| Поразка   | 28.  | 18 вересня 2011   | Allianz Cup Sofia, Болгарія      | Ґрунт      | Сільвія Солер Еспіноза | 6–2, 6–6 ret.       |
| Перемога  | 29.  | 26 вересня 2011   | Las Vegas Open, США              | Тверде     | Алекса Ґлетч           | 6–7(2), 6–3, 7–6(4) |
| Поразка   | 30.  | 10 жовтня 2011    | ITF Kansas City, США             | Тверде     | Варвара Лепченко       | 4–6, 1–6            |
| Перемога  | 31.  | 16 жовтня 2011    | ITF Troy, США                    | Тверде     | Варвара Лепченко       | 6–1, 6–2            |
| Перемога  | 32.  | 23 жовтня 2011    | ITF Rock Hill, США               | Тверде     | Грейс Мін              | 7–5, 6–1            |
| Перемога  | 33.  | 9 липня 2012      | Open de Biarritz, Франція        | Ґрунт      | Менді Мінелла          | 7–5, 7–5            |
| Перемога  | 34.  | 12 серпня 2012    | ITF Бронкс, США                  | Тверде     | Анна Чакветадзе        | 5–7, 6–3, 6–3       |
| Перемога  | 35.  | 17 травня 2015    | ITF La Marsa, Туніс              | Ґрунт      | Анастасія Севастова    | 6–3, 6–3            |
| Поразка   | 36.  | 5 липня 2015      | ITF Штутгарт, Німеччина          | Ґрунт      | Одзакі Ріса            | 4–6, 5–7            |
| Перемога  | 37.  | 9 серпня 2015     | ITF Bad Saulgau, Німеччина       | Ґрунт      | Крістіна Діну          | 6−3, 6−3            |
| Перемога  | 38.  | 16 серпня 2015    | Ladies Open Hechingen, Німеччина | Ґрунт      | Ана Богдан             | 6–3, 1–6, 6–2       |
| Поразка   | 39.  | 13 вересня 2015   | Open de Biarritz, Франція        | Ґрунт      | Лаура Зігемунд         | 5–7, 3–6            |
| Поразка   | 40.  | 8 травня 2016     | ITF Tunis, Туніс                 | Ґрунт      | Унс Джабір             | 6–1, 2–6, 2–6       |
| Перемога  | 41.  | 30 вересня 2018   | ITF Antalya, Туреччина           | Тверде     | Дарія Назаркіна        | 6–0, 6–2            |

### Парний розряд: 13 (11–2)
| Результат | Ранг | Дата              | Турнір                  | Покриття  | Партнер                 | Опоненти                              | Рахунок          |
| --------- | ---- | ----------------- | ----------------------- | --------- | ----------------------- | ------------------------------------- | ---------------- |
| Перемога  | 1.   | 8 лютого 2005     | ITF Майорка, Іспанія    | Ґрунт     | Адріана Гонсалес-Пеньяс | Ольга Брозда Тіна Шієхтль             | 6–3, 7–5         |
| Поразка   | 2.   | 15 лютого 2005    | ITF Майорка, Іспанія    | Ґрунт     | Адріана Гонсалес-Пеньяс | Ольга Брозда Петра Цетковська         | 3–6, 4–6         |
| Перемога  | 3.   | 7 березня 2005    | ITF Las Palmas, Іспанія | Ґрунт     | Vanessa Wellauer        | Ірина Коткіна Charlène Vanneste       | 7–5, 6-2         |
| Перемога  | 4.   | 3 квітня 2005     | ITF Рим, Італія         | Ґрунт     | Адріана Гонсалес-Пеньяс | Грета Арн Janette Bejlkova            | 6–3, 6–3         |
| Поразка   | 5.   | 18 квітня 2005    | ITF Bari, Італія        | Ґрунт     | Стефанія К'єппа         | Мервана Югич-Салкич Stefanie Haidner  | 3–6, 6–7(3)      |
| Перемога  | 6.   | 18 квітня 2006    | ITF Bari, Італія        | Ґрунт     | Кароліна Шнайдер        | Stefanie Haidner Дарія Юрак           | 7–5, 6–2         |
| Перемога  | 7.   | 7 травня 2006     | ITF Antalya, Туреччина  | Ґрунт     | Ципора Обзилер          | Matea Mezak Іпек Шенолу               | 4–6, 6–4, 6–0    |
| Перемога  | 8.   | 9 вересня 2006    | ITF Denain, Франція     | Ґрунт     | Ясмін Вер               | Клаудія Янс-Ігначик Аліція Росольська | 4–6, 6–2, 6–4    |
| Перемога  | 9.   | 2 березня 2009    | ITF Buchen, Німеччина   | Килим (i) | Сандра Мартинович       | Kateryna Herth Анастасія Полторацька  | 5–7, 7–5, [10–8] |
| Перемога  | 10.  | 14 вересня 2009   | ITF Местре, Італія      | Ґрунт     | Сандра Клеменшиц        | Крістіна Барруа Івонн Мойсбургер      | 6–4, 6–1         |
| Перемога  | 11.  | 14 листопада 2009 | ITF Майорка, Іспанія    | Ґрунт     | Лаура Поус Тіо          | Летісія Костас Інес Феррер Суарес     | 7–6(5), 6–2      |
| Перемога  | 12.  | 11 грудня 2009    | ITF Benicarló, Іспанія  | Ґрунт     | Лаура Поус-Тіо          | Александра Каданцу Diana Enache       | 6–4, 6–3         |
| Перемога  | 13.  | 22 жовтня 2012    | ITF Ismaning, Німеччина | Килим (i) | Амра Садікович          | Джилл Крейбас Ева Грдінова            | 4–6, 6–3, [10–7] |

## Виступи у турнірах Великого шолома

### Одиночний розряд
| Турнір                                 | 2006 | 2007 | 2008 | 2009 | 2010 | 2011 | 2012 | 2013 | 2014 | W–L  |
| -------------------------------------- | ---- | ---- | ---- | ---- | ---- | ---- | ---- | ---- | ---- | ---- |
| Відкритий чемпіонат Австралії з тенісу |      | 1р   |      |      |      | 1р   | 3р   | 2р   |      | 3–4  |
| Відкритий чемпіонат Франції з тенісу   |      | 1р   |      |      |      | 1р   | 1р   | 1р   |      | 0–4  |
| Вімблдонський турнір                   | 1р   |      |      |      | 2р   | 1р   | 2р   | 1р   |      | 2–5  |
| Відкритий чемпіонат США з тенісу       | 1р   |      |      |      | 1р   | 2р   | 2р   |      | 1р   | 2–5  |
| Перемоги-Поразки                       | 0–2  | 0–2  | 0–0  | 0–0  | 1–2  | 1–4  | 4–4  | 1–3  | 0–1  | 7–18 |

### Парний розряд
| Турнір                                 | 2006 | 2007 | 2008 | 2009 | 2010 | 2011 | 2012 | 2013 | W–L  |
| -------------------------------------- | ---- | ---- | ---- | ---- | ---- | ---- | ---- | ---- | ---- |
| Відкритий чемпіонат Австралії з тенісу |      | 1р   |      |      |      | 1р   |      | 1р   | 0–3  |
| Відкритий чемпіонат Франції з тенісу   |      |      |      |      |      | 1р   | 1р   | 1р   | 0–3  |
| Вімблдонський турнір                   |      |      |      |      |      |      |      | 2р   | 1–1  |
| Відкритий чемпіонат США з тенісу       | 1р   |      |      |      | 1р   |      | 2р   |      | 1–3  |
| Перемоги-Поразки                       | 0–1  | 0–1  | 0–0  | 0–0  | 0–1  | 0–2  | 1–2  | 1–3  | 2–10 |